# Aloe rupestris
Aloe rupestris es una especie de planta suculenta de la familia Xanthorrhoeaceae. Es originaria del sur de África.

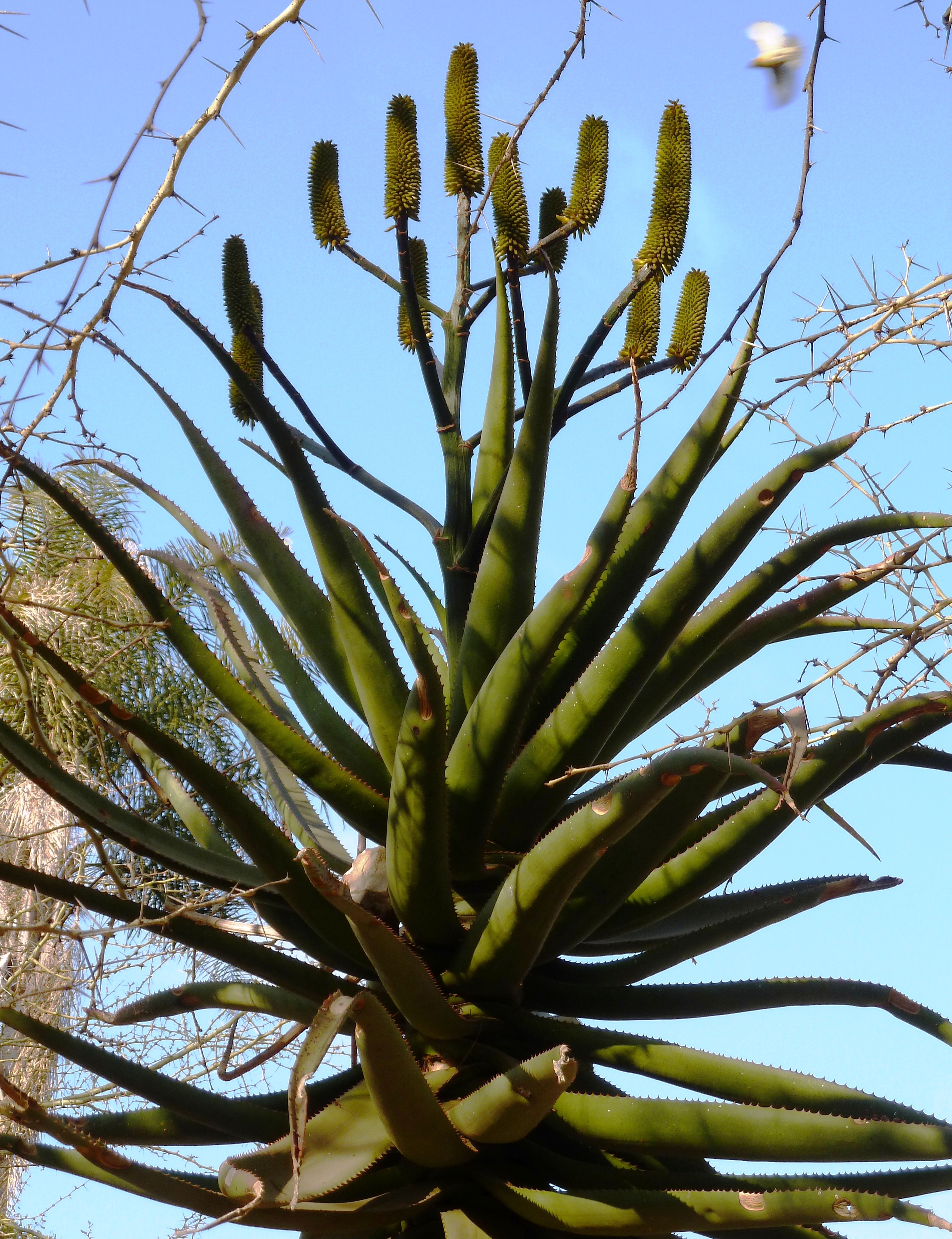
Vista de la planta

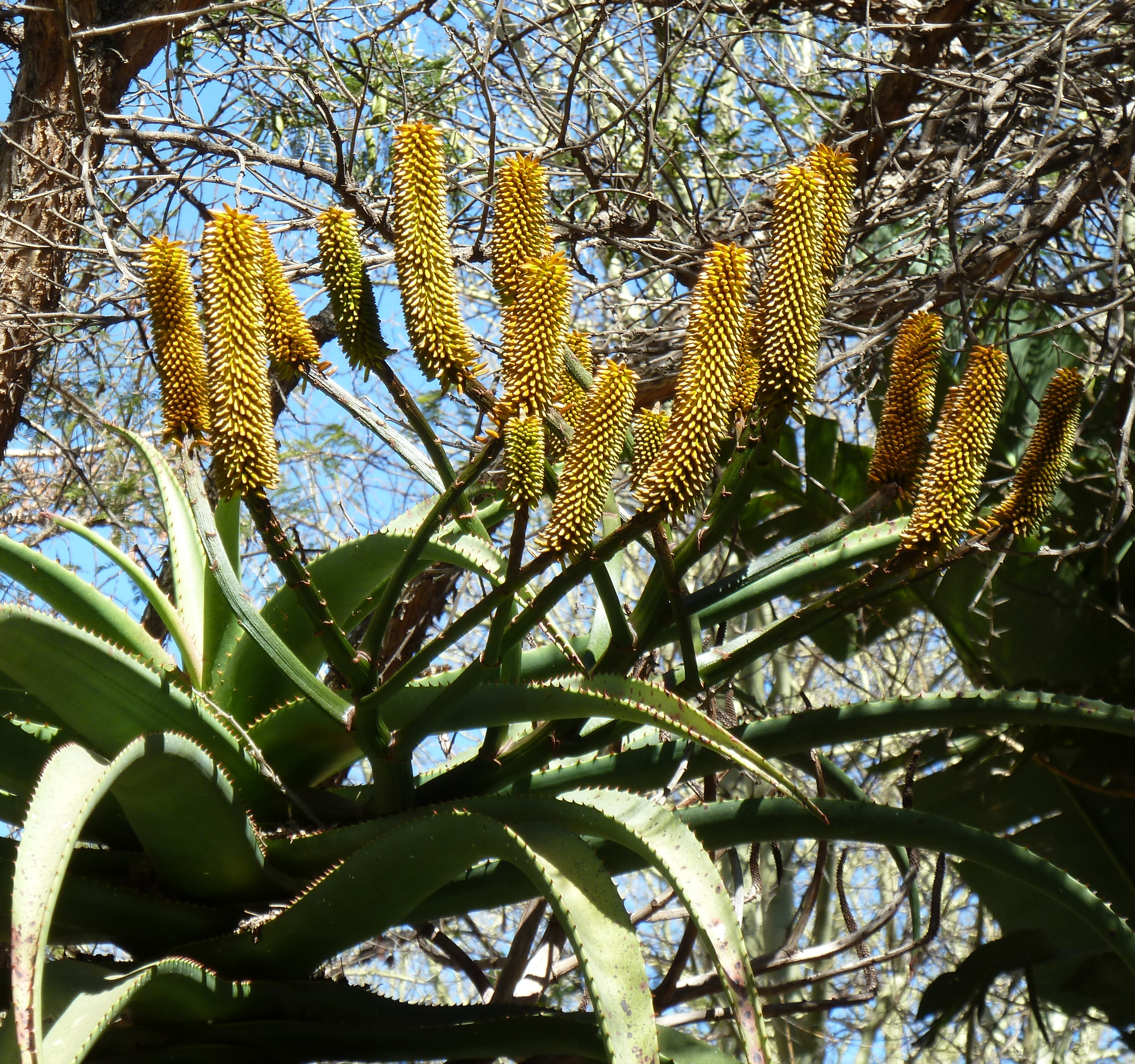
Vista de la planta

## Descripción
Es un pequeño	árbol, cuyos  tallos alcanzan un tamaño de 6-8 m de altura, por lo general simple. Las hojas son erectas a recurvadas, de 300-750 x 35-100 mm, de color verde,  canalizadas y sin espinas de la superficie. La inflorescencia con 12-18 racimos, de 1,0-1,3 m de altura; racimos muy densos, cilíndricos, con brácteas oblongas, de 1-2 x 2-3 mm. Las flores de color amarillo anaranjado en la yema, de color limón en la floración.

## Distribución y hábitat
Aloe rupestris se encuentra en Suazilandia, KwaZulu-Natal y Mozambique, a veces en densos matorrales, por lo general en los afloramientos rocosos. Crece en zonas con agua tibia, totalmente libre de heladas de los inviernos.
Esta especie se encuentra cerca de Aloe thraskii y Aloe excelsa. El tallo de A. rupestris y a veces las ramas, se diferencian de A. excelsa, ya que las hojas son pequeñas y carecen de las espinas superficiales que son comunes en A. excelsa. Los racimos de Aloe rupestris son erectos, mientras que los de A. excelsa son más o menos oblicuos. En A. thraskii, las hojas son mucho más largas que los de A. rupestris, y están profundamente canalizadas. Los racimos de A. thraskii son mucho más amplios que los de A. rupestris, las flores son más largas y no son de color marrón, naranja, son de color amarillo limón.

## Taxonomía
Aloe rupestris fue descrita por Baker y publicado en Fl. Cap. 6: 327, en el año 1896.
Etimología
Ver: Aloe
rupestris: epíteto latino que significa "que se encuentra cerca de las rocas".
Sinonimia
- Aloe nitens Baker[6][2]